# Acer nipponicum
Acer nipponicum é uma espécie de árvore do gênero Acer, pertencente à família Aceraceae.